# Ollestjärnen, Närke
Ollestjärnen är en sjö i Lekebergs kommun i Närke och ingår i Norrströms huvudavrinningsområde. Sjöns area är 0,01 kvadratkilometer och den befinner sig 186 meter över havet.